# Flakebergs distrikt
Flakebergs distrikt är ett distrikt i Grästorps kommun och Västra Götalands län. 
Distriktet ligger öster om Grästorp. 

## Tidigare administrativ tillhörighet
Distriktet inrättades 2016 och utgörs av socknen Flakeberg i Grästorps kommun
Området motsvarar den omfattning Flakebergs församling hade vid årsskiftet 1999/2000.